# ニワウルシ

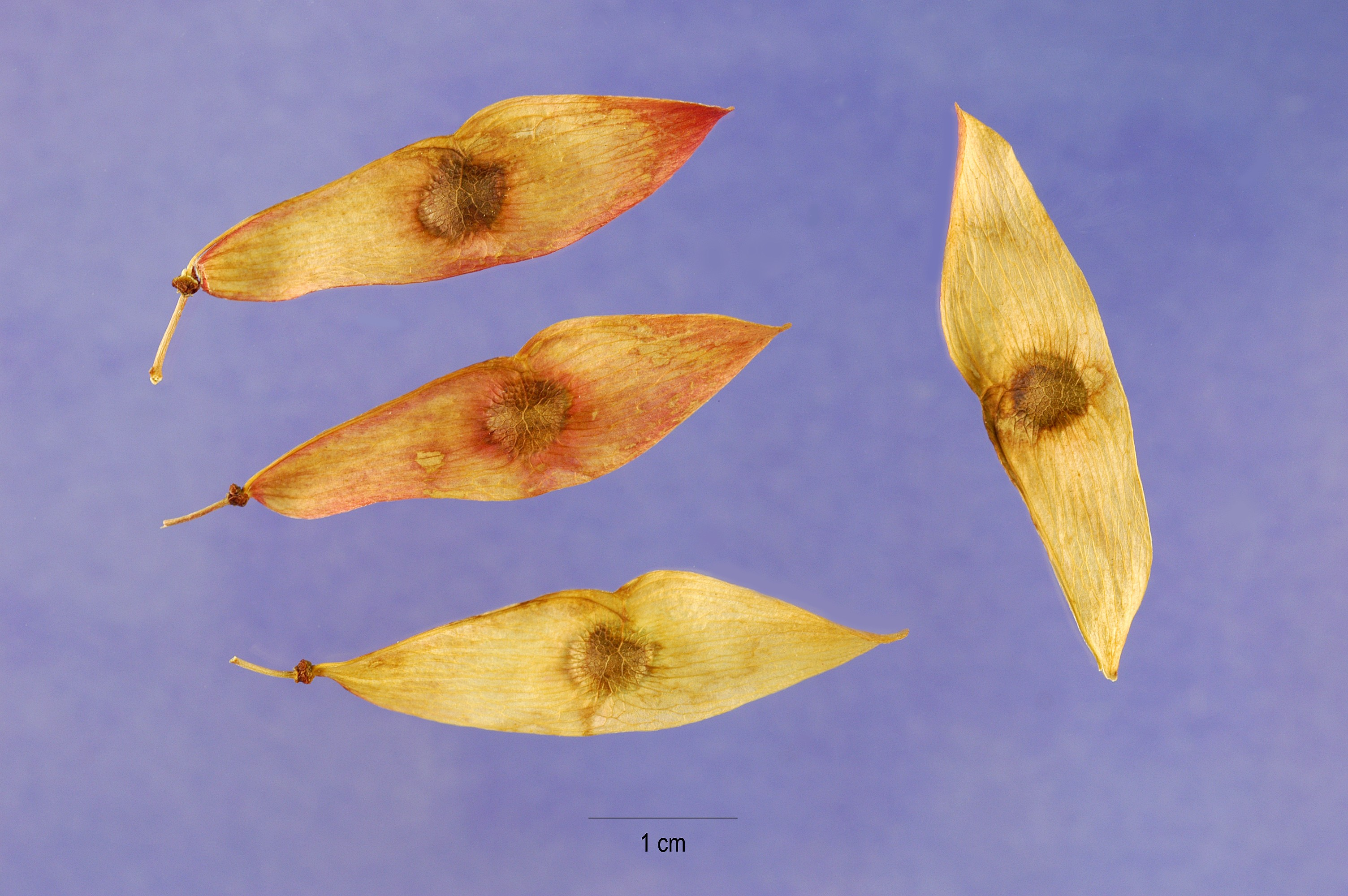
果実

ニワウルシ（庭漆、学名: Ailanthus altissima）は、ニガキ科の落葉高木。別名、シンジュ（神樹）。和名に「ウルシ」がついているが、ウルシ（ウルシ科）とは全くの別種。ウルシのようにかぶれる心配はない。中国名は、臭椿 （別名：樗）。

## 名称
ニワウルシの和名は、ウルシに似ているが、かぶれないので庭に植えられることから。シンジュは英語名称の Tree of Heaven（ツリー・オブ・ヘヴン：天国の木）、ドイツ語名称の Götterbaum（ゲッターバウム：神の木）の和訳による。このように西欧の言語では、ニワウルシの木の高さや成長の早さを強調する名前が付けられている。中国原産で、中国名は臭椿（別名：樗）とよばれている。臭椿（シュウチン）は、木を折ったり葉を揉むと、独特の悪臭がすることに由来する。フランスでは誤って「日本のウルシ」と命名されたが、のちに「日本のウルシもどき」と修正され、今日に至っている。
学名の属名は、インドネシアのモルッカ諸島の現地語で「空と同じくらい高い」を意味する ai lantit（アイ・ランティット）に由来する。

## 分布と生育環境
原産は中国北中部。日本には明治初期に渡来した。街路樹などにされ、野生化しており、河川敷などで群生している。フランスには、1751年にジュシーによりパリ植物園に持ち込まれた。アメリカ合衆国には1820年のニューヨーク州にもたらされ、アメリカ合衆国農務省も種子を配布した。1840年代のゴールドラッシュ時には、中国人労働者が薬用として種子をアメリカに持ち込んで植えている。19世紀中頃にはアメリカ合衆国東部でも、手軽に育てられる木として種苗場で人気の樹種となった。
ガ（蛾）の一種であるシンジュサンの食樹としても知られ、シンジュサンでの養蚕目的に栽培されたことも各地に野生化する原因となった。乾燥した土地や荒れ地、痩せ地、空気の汚染などの厳しい環境でも育つほど生命力が強く、真っ先に生えてきて容易に群生する。19世紀には公共公園に多く植えられ、多くの種子が普及したが、他の植物の生育を妨げる有機化合物を大量に生成する（アレロパシー）ため、侵略的外来植物と見なされることもある。近年では道端などに広く野生化しており、日本同様に導入されたアメリカなどでは問題化している。
農業害虫のシタベニハゴロモ（カメムシ目ビワハゴロモ科）が繁殖することでも知られ、アメリカや日本に帰化して問題となっている。

## 形態・生態
落葉広葉樹の高木で、生長が非常に速く、樹高は10 - 20メートル (m) 、大きなもので25 m以上になる。広葉高木としては珍しく幹は真っ直ぐな円柱状で、枝は太い。樹皮は白っぽい灰色で皮目があり、滑らかであるが、のちに縦波状の筋ができる。一年枝は赤褐色で太く、皮目が多く、枝先に毛が残ることがある。
葉は大型の奇数羽状複葉を互生し、小葉は数十枚つき、生長すると長さ1 m近くなる。
花期は6月。雌雄異株で、夏に緑白色の小花を多数円錐状につける。虫媒花で、花粉を媒介する昆虫を引き寄せるために、雄花はひどい悪臭を放つ。雌株にできる果実（翼果）は秋に琥珀色から褐色に熟し、披針形で中央に種子がある。翼果は回転しながら木から落ち、風に乗って種子が遠くまで運ばれる。枯れて白っぽくカサカサになった翼果が、冬でも枝によく残る。
冬芽は平たい半球状で小さい鱗芽で、芽鱗3 - 4枚に包まれる。枝先の仮頂芽と、枝に互生する側芽はほぼ同じ大きさである。葉痕は大きくて目立つ心形で、維管束痕は葉痕の縁に並ぶ。
アレロパシー効果で他の植物の成長を阻害する。

## 利用
成長が早く、庭木、街路樹、器具材などに用いられる。
中国では根皮や樹皮を樗白皮（ちょはくひ）の名で解熱・止瀉・止血・駆虫などに用いる。